# APOPO
APOPO (скорочення від Anti-Persoonsmijnen Ontmijnende Product Ontwikkeling — «розвиток продуктів виявлення протипіхотних мін») — зареєстрована бельгійська неурядова організація, яка дресирує гамбійських хом'якових щурів для пошуку та виявлення протипіхотних мін та бацил туберкульозу. Місія АПОПО полягає у розробці технології пошуку у щурів, щоб «забезпечити вирішення глобальних проблем та надихати позитивні соціальні зміни».
Підготовка щурів за цією програмою розпочалася в 1997 році в Бельгії, з 2000 року штаб-квартира APOPO знаходиться в Танзанії. З 2003 року організація діє в Мозамбіку, де 30 щурів з початку проведення операції виявили 1500 мін і повернули населенню цієї країни 2,5 мільйона квадратних метрів (250 га) території.
У вересні 2020 року вчений щур, самець на ім'я Магава (Magawa), отримав престижну золоту медаль PDSA «Тварині за сміливість і відданість обов'язку» (англ. For animal gallantry or devotion to duty) за виявлення мін у Камбоджі. Магава — єдиний щур із тридцяти тварин, нагороджених медаллю. За час служби щур виявив 39 мін і 28 боєприпасів, що не розірвалися. За оцінками експертів, у Камбоджі залишилося до шести мільйонів мін і боєприпасів, що не розірвалися.

## Тренування
Факторами успіху у виявленні мін у хом'якових щурів є, по-перше, їхня висока чутливість до запаху, по-друге — невелика вага (навіть якщо щур наступить на міну, детонації не відбудеться). На навчання кожного щура, яке триває близько 7 місяців, витрачається в середньому 6000 євро (7770 доларів, втричі менше, ніж на собаку); після завершення курсу щурів відправляють у різні країни, де є мінні поля. Неофіційна назва підготовлених щурів — «Hero Rat» («щур-герой»).
Повне навчання в середньому займає приблизно дев'ять місяців, після чого слідує серія акредитаційних екзаменів. Після навчання щури можуть працювати приблизно чотири-п'ять років, перш ніж вийдуть на пенсію. Усіх щурів розводять і навчають у центрі розведення та навчання Морогоро.
Навчання починається із соціалізації у віці 5–6 тижнів. Через два тижні вони вчаться асоціювати звук «клацання» з нагородою за їжу — бананом чи арахісом. Як тільки вони дізнаються, що «клац» означає їжу, щури готові до вивчання цільового запаху. Відповідно до типу спеціалізації проводиться ряд етапів навчання, кожен з яких базується на навичках, отриманих на попередньому етапі. Складність їхніх завдань поступово збільшується, доки їм не доведеться виконувати остаточний сліпий тест. Щури, які не пройшли тест, відправляються на пенсію, і за ними доглядають до кінця життя.

## Виявлення мін
Щури є лише складовою комплексних операцій з розмінування. Металошукачі та механічні машини для розмінування також необхідні. Перш ніж використовувати щурів, землю необхідно підготувати за допомогою спеціальної важкої техніки, щоб зрізати кущі до рівня землі. Шляхи також мають бути розчищені звичайними металошукачами з інтервалом у 2 метри, щоб утримувачі могли безпечно ходити.
Щури носять джгути, з'єднані з мотузкою, підвішеною між двома утримувачами. Щурів ведуть обшукувати відмежовану зону розміром 10×20 м і вони вказують на запах вибухівки, як правило, дряпаючи землю. Точки, зазначені щурами, позначаються, а потім технічні працівники контролюють їх за допомогою металодетекторів; знайдені міни потім розкопуються вручну та знищуються.

## Критика та обмеження
Було відмічено, що щури не можуть надійно шукати в місцях з густою рослинністю і часто шукають більш хаотично, ніж люди, що забезпечує нижчий рівень гарантії того, що земля вільна від мін. Крім того, вони можуть працювати лише протягом короткого періоду в спеку, що обмежує їх продуктивність. Групи ручного розмінування все ще є найпопулярнішим методом розмінування у всьому світі, і наразі APOPO є єдиною організацією у світі, яка використовує гігантських щурів.